# 오타고반도

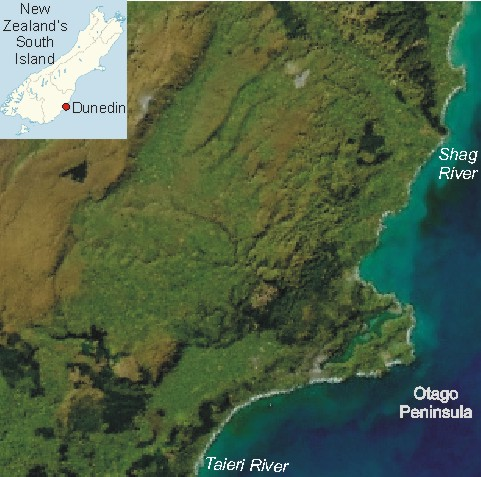
오타고반도의 위치

오타고반도(영어: Otago Peninsula, 마오리어: Muaūpoko)는 뉴질랜드 남섬 더니든의 가장 동쪽 부분을 형성하는 반도이다. 원래는 화산이며 현재 오타고 항만을 형성하고 있는 침식된 계곡의 한 벽을 형성하고 있다. 반도는 오타고 항만의 남동쪽에 위치하며 본토와 평행하게 20km, 최대 너비는 9km다. 남서쪽 끝은 약 1.5km 폭의 좁은 지협을 통해 본토와 연결되어 있다.
반도에는 많은 종류의 야생 동물, 바닷새, 기각류, 펭귄이 서식하고 있다. 여러 생태 관광 사업이 이 지역에서 운영되고 있다.